# Rayco
Rayco Pulido Rodríguez, dit Rayco, né à Telde en 1978, est un auteur de bande dessinée espagnol.

## Biographie
Il reçoit en 2017 le prix national de la bande dessinée pour son album Lamia, publié l'année précédente par Astiberri (es).

## Publications en français
- Rayco, Rackham, coll. « Ching Shih », 2018  (ISBN 9782878272277).